# Zender Donebach

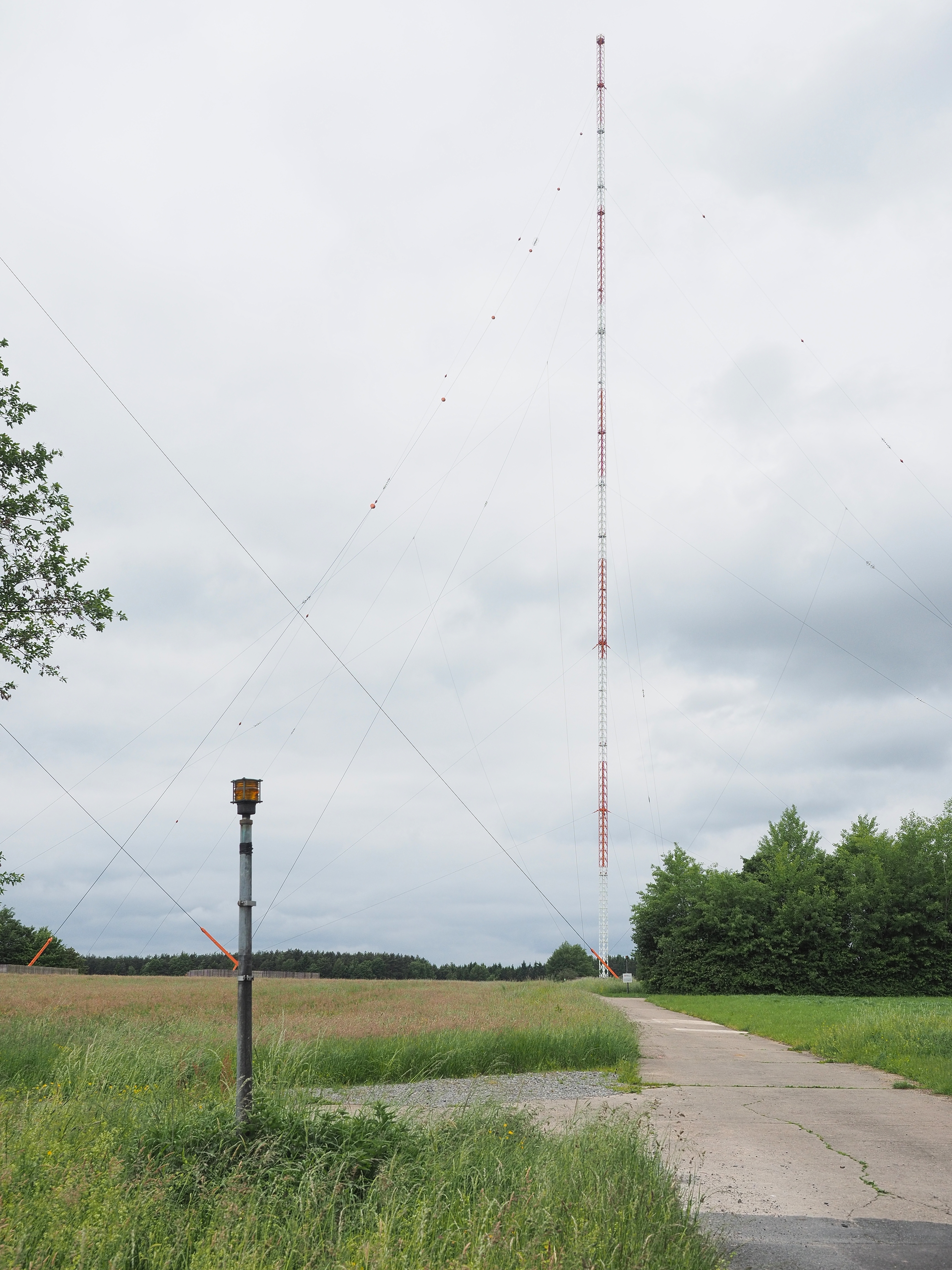
Zender Donebach

Zender Donebach was een zender die zich bevond in Mudau in Odenwald in Duitsland. De zender zond het programma van Deutschlandfunk uit op 153 kHz (1961 m) in de lange golf met een vermogen van 500 kilowatt.
Deze radiofaciliteit was in bezit van Media Broadcast. Zij werd gebouwd tussen 1965 en 1967 op een toenmalig vliegveld en begon met uitzenden op 10 maart 1967. 
De zogenaamde paraplu-antenne bestond uit vier masten van 200 meter, die bij de top met elkaar verbonden waren.
Eén mast, de middelste, werd door de zender gevoed. De overige drie masten, die er in een driehoek omheen stonden, droegen de uiteinden van de topcapaciteit (de paraplu). 
In 1972 werd in verband met het storen van de Roemeense zender Brasov de antenne gewijzigd naar twee masten van 363 meter hoog. Eén mast werkte daarbij als straler en de andere als reflector. 
Deze beide masten waren tot de hereniging van Oost- en West-Duitsland de hoogste bouwwerken in West-Duitsland, alleen de Fernsehturm in Berlijn was hoger met zijn 368 meter.
De masten in Donebach werden op 2 maart 2018 opgeblazen nadat de zender in 2014 om economische redenen al was afgeschakeld.
De zender bevonden zich op de volgende coördinaten:
- 49°33'36"N, 9°10'55"E
- 49°33'43"N, 9°10'28"E